# Shippagan
Shippagan è un comune del Canada, situato nella provincia del Nuovo Brunswick.